# Andrzej Zujewicz
Andrzej Zujewicz (ur. 18 kwietnia 1971 w Zabrzu) – polski malarz, grafik, rysownik, fotograf i animator kultury.

## Życiorys
W roku 1991 ukończył Państwowe Liceum Sztuk Plastycznych w Katowicach. W latach 1991–97 studiował na Akademii Sztuk Pięknych w Krakowie na Wydziale Grafiki i Malarstwa. Dyplom z malarstwa (prace z cyklu „Ptaki”) obronił z wyróżnieniem w pracowni prof Włodzimierza Kunza w 1997 roku. Po studiach zamieszkał w Żubrówce na Suwalszczyźnie. Od roku 2000 pracował w Regionalnym Ośrodku Kultury i Sztuki, gdzie był kuratorem w Galerii Fotografii PAcamera i Galerii Sztuki Współczesnej Chłodna 20. Był założycielem i opiekunem Suwalskiej Grupy Twórczej SGT, kuratorem wielu zbiorowych wystaw suwalskich artystów (m.in.: Suwalski Salon Sztuki, SOK w sześciu smakach, Chłodne Zaduszki) oraz wystaw SGT (takich jak: Mistyka bunkrów, Symetrie i asymetrie, Suwalskie przestrzenie, Świetlne i mroczne). Od roku 2012 pracuje w Suwalskim Ośrodku Kultury, w którym do roku 2020 zajmował się organizacją wystaw w galeriach, a obecnie prowadzi Pracownię Plastyczną Centrum.
Swoje prace prezentował na wielu wystawach indywidualnych i zbiorowych w kraju oraz za granicą, zdobył również nagrody i wyróżnienia; m.in.: stypendium Ministerstwa Kultury i Sztuki (1999), wyróżnienie w konkursie fotograficznym Images of Europe – Europe Crossing Borders w Holandii (1996), wyróżnienie na Bielskiej Jesieni biennale malarstwa (1999), był finalistą konkursu Obraz Roku 2002 i Obraz Roku 2003, organizowanego przez Art & Business, otrzymał stypendium Prezydenta Suwałk (2005) oraz nagrodę Prezydenta Suwałk za działalność wystawienniczą w 2015 roku. Uczestniczył w II Międzynarodowym Biennale Sztuki Skopje w Macedonii (1995), w wystawie „Postawy” w Pałacu Sztuki TPSP w Krakowie (1997), „Promocje 97” w Legnicy (1998), Konfrontacje Najmłodszych Artystów Krakowskich i Bratysławskich Myślenice 1998, „Satyrykon” w Legnicy (2001), „Animalakcje” w Centrum Sztuki Współczesnej Łaźnia w Gdańsku (2002). Brał udział w wystawie polskich i litewskich artystów „Egzystencja Pobrzeżna” (2007), Międzynarodowej Wystawie Sztuki w Olicie na Litwie i „Biurowiec Sztuki” w Suwałkach (2009 - 2010), Aukcjach Młodej Sztuki – Desa Modern (2008 – 2013) i Polswiss Art (2011), a także „Strefie Sztuki 14” w Białymstoku (2010) oraz w II Piotrkowskim Biennale Sztuki (2013), wystawach aukcyjnych galerii Next w Bydgoszczy (2019), wystawie i aukcji Sztuka Teraz w Krakowie (2018 i 2019), wystawach aukcyjnych galerii 101 Projekt w Warszawie (2018, 2023), wystawach i aukcjach galerii Xanadu w Warszawie (2021, 2022, 2023).
Wystawy indywidualne: w Krakowie (1992, 1996, 1997), Suwałkach (1999, 2001, 2004, 2006, 2017, 2018), Wigrach (2001), Ełku (2000, 2006), Wierzbie (2008), Wilkasach (2008, 2021), w Waren (Müritz) w Niemczech (2008), w Łomży (2010), w Kolonii w Niemczech (2011), Koninie (2011), Giżycku (2021), Sopocie (2021), Świdnicy (2021),  Oświęcimiu (2022).